# Història d'Ucraïna
El territori d'Ucraïna fou un centre clau de la cultura eslava oriental en l'edat mitjana, abans de ser dividia entre una varietat de poders. Tanmateix, la història d'Ucraïna es remunta a molts milers d'anys enrere. El territori ha estat poblat amb continuïtat des de fa almenys 5.000 anys, i és un dels indrets que s'ha proposat com a ubicació original del protoindoeuropeu. El cavall va ser domesticat per primer cop al territori d'Ucraïna.

## Prehistòria i l'Antiguitat
Els primers pobladors coneguts que van viure en el que és avui Ucraïna van ser indoeuropeus de llengua iraniana septentrional: els cimmeris, els escites i els sàrmates, que van ser units i van ser influenciats pels grecs a Crimea.
Un regne escita hel·lenitzat, la Bosforània (Regne del Bòsfor), es va formar al segle iii aC, al voltant del mar d'Azov; la seva brillant capital era Panticapea (Kertx). Al segle i, aquest va esdevenir un estat-client dels romans, després romans d'Orient.
A partir del segle iii, els gots i altres pobles nòmades es van succeir durant tot el primer mil·lenni: la cultura material d'aquests pobles (artesanat, ritus funeraris, etc.) es troba als jaciments arqueològics de la Cultura de Txèrniakhov. Entre aquests pobles, els antes són d'un interès particular pels ucraïnesos, ja que es pensa que els antes són una civilització protoeslava. Molts objectes tripolians es remunten a aquesta època.
Després se succeïren diversos pobles turcòfons o fino-úgrics, d'est a oest al llarg de la Mar Negra. (huns, àvars, búlgars, khàzars, magiars, petxenegs, cumans i tàrtars mongols), les tribus eslaves ocuparen pacíficament la Ucraïna occidental, central i septentrional a partir del segle vi: van tenir un paper important en la fundació de Kíev.

## L'Estat de Kíev

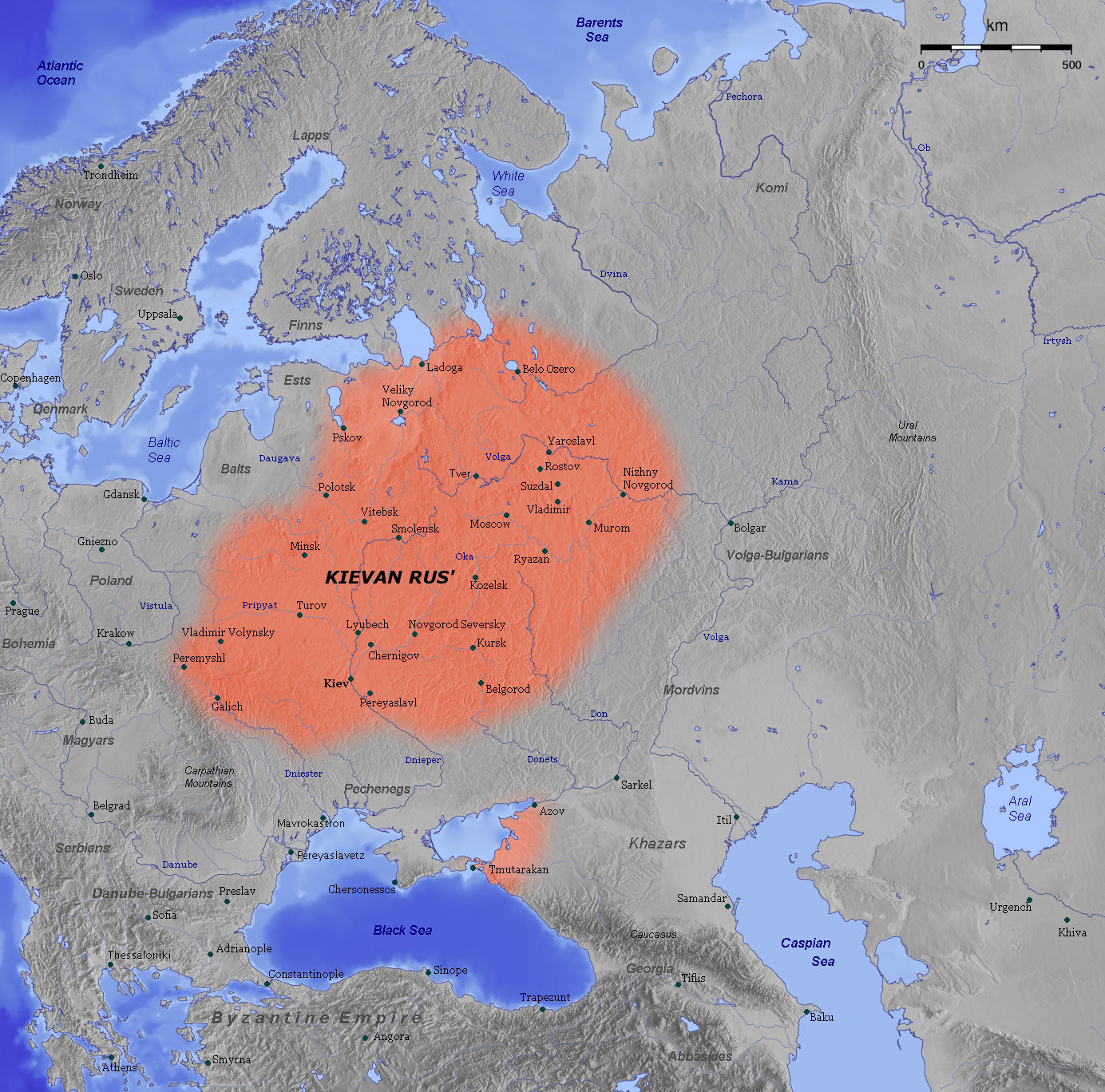
Mapa de la Rus de Kíev, al.

Durant l'edat d'or de Kíev el territori de la Rus de Kíev ocupava el nord de l'actual Ucraïna i l'oest de Rússia i Belarús.
Al segle ix, Kíev fou arrabassada als khàzars per part del vareg (viking oriental) Oleg de Kíev. Situada sobre rutes comercials lucratives, Kíev es va fer ràpidament el centre d'un poderós estat eslau, anomenat "Rus" o Rutènia (el nom d'"Ucraïna", que significa "marca fronterera" en rutè, prové de l'expansió posterior de Moscòvia).
Al segle xi, Rutènia era geogràficament l'estat més vast d'Europa. El 988, Vladímir I de Kíev es va fer batejar pel bisbe metropolità Miquel, i es va canviar el nom a Basili. Junt amb ell, es va convertir també l'aristocràcia kieviana (sobretot varegs) i la majoria de la població.
Sota el regnat de Iaroslau I de Kíev, el prestigi de l'Estat kievià va atènyer el seu apogeu: s'estenia des de la mar Bàltica a la mar Negra i des de la confluència de l'Okà amb el Volga fins als Carpats septentrionals.
Iaroslav va ser un gran constructor; fou ell qui va fer construir la cèlebre Catedral de Santa Sofia de Kíev. També fou un gran legislador. El dret, l'educació, l'arquitectura i l'art kievià van tenir un renaixement impressionant sota el seu regnat.
La successió al tron de Kíev no és hereditària en línia directa: el poder va al membre més gran de la família principesca. El territori és dividit en diferents herències jerarquitzades que, segons el seu poder, van a un membre més o menys gran de la dinastia. La defunció d'un d'ells comporta el pas dels altres prínceps a l'herència superior.
Aquest sistema engendra nombrosos conflictes i, al final, provocarà la decadència de l'Estat. Kíev va ser saquejada pel príncep de Vladimir (1169). Les cobdícies exteriors es fan més fortes. Kíev és saquejada pels cumans i després pels tàtars mongols el 1240. Per tant, els principats rutens hauran de reconèixer la sobirania dels mongols. L'autoritat mongola era molt cruel, sobretot en matèria penal, i el poble va fugir sovint cap a altres països com Polònia, Hongria o Moldàvia.

## Principat de Galítsia-Volínia
El principat de Galítsia va succeir l'estat de Rutènia, en el territori de l'actual Ucraïna occidental. Va ser el més poderós dels principats rutens, que aviat va englobar la Volínia (o Vladimíria) i va fer de Moldàvia la seva vassalla.
Durant aquest període (segle xiii-segle XIV), cada principat rutè va dur a terme la seva pròpia política; els del nord-est (Txerníhiv, Pereiàslav) es van acostar als principats russos de Nóvgorod o Moscou, mentre que els del centre (Kíev i Turov) van cercar l'aliança lituana.
Fou el 1253 quan el papa va atorgar al príncep Daniel de Galítsia la corona reial que va ostentar fins a la seva mort el 1264.
Però el Principat de Galítsia-Volínia va esdevenir finalment també un vassall de l'Imperi mongol, tot i continuar a la recerca del suport dels altres europeus (polonesos i lituans).

## La dominació lituano-polonesa

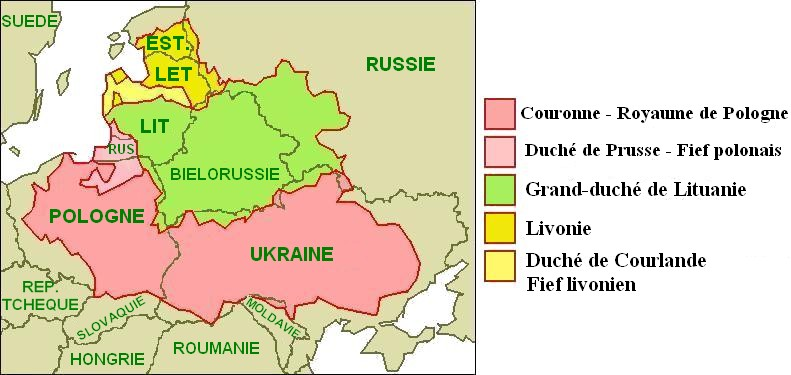
Els contorns del regne lituano-polonès amb els seus vassalls en 1619 superposat a les fronteres actuals. Rosa: Polònia. Rosa pàl·lid: Borússia o Prússia Oriental. Verd: Lituània. Groc: Livònia. Groc pàl·lid: Curlàndia.

Durant el segle xiv, els polonesos i els lituans van combatre els mongols i finalment tota Ucraïna septentrional va passar a estar sota l'autoritat de Polònia i de Lituània, que s'annexà Kíev el 1362. Els tàrtars es mantingueren sobre el litoral de la Mar Negra i a Crimea; tanmateix, de 1382 a 1484, el Gran Ducat de Lituània va arribar a la Mar Negra pel cantó d'Otxakiv (vers l'actual Odessa).
Lituània va prendre el control de Volínia al nord-oest d'Ucraïna (incloent-hi les regions al voltant de Kíev). Quant a Polònia, va prendre el control de Galítsia. En resposta a la Confederació de Polònia i Lituània, acordada el 1385, va tenir lloc una intensa política de repoblació: polonesos, moldaus, alemanys, armenis i jueus van immigrar al país. Es van fundar moltes ciutats i pobles. La noblesa d'Ucraïna occidental va ser sovint «polonitzada». La legislació polonesa va ser introduïda a Ucraïna occidental el 1434. Si bé Polònia va dur a terme una política relativament tolerant enfront de l'ortodòxia, no és menys cert que el catolicisme progressà als territoris sota el seu domini.
La influència polonesa penetrà més lentament als territoris que formaven part del gran ducat de Lituània. L'ortodòxia hi guardà el seu predomini. Tanmateix, les relacions de força al si de l'Estat poloneso-lituà s'inclinaren en favor dels polonesos. La Unió de Lublin (gener de 1569) consagrà el triomf de Polònia. Lituània perdé la major part de les seves possessions ucraïneses (Podlàquia, Volínia, Podíl·lia, regió de Bràtslav i de Kíev). La noblesa d'aquestes regions és polonesa i es converteix al catolicisme. L'alt clergat ortodox és temptat per l'acostament amb Roma. El metropolità de Kíev i una part de l'alt clergat, en reacció contra les intervencions reformadores del patriarca de Constantinople, s'uneix a Roma quan se celebra el concili de Brest-Litovsk el 1590.
És durant aquest domini lituano-polonès, a partir del segle xv, que es van formar els cosacs, pagesos rutens ortodoxos que refusaven la servitud i l'assimilació als polonesos catòlics. El regne de Polònia els tolerà i els utilitzà contra els tàtars, i posteriorment, a partir del segle xvi, contra els turcs otomans, que havien esdevingut suzeranis dels tàtars de Crimea.

## L'Estat cosac, embrió de la nació ucraïnesa
Al segle XVI van tenir lloc diversos aixecaments cosacs contra la noblesa polonesa. Entre aquests, el més cèlebre va ser dut a terme per l'ataman cosac Severín Nalivaiko en 1594.
L'ataman Petrò Sahaidatxni va contribuir a la creació d'un centre cultural a Kíev i va intentar unificar l'exèrcit cosac amb la noblesa i el clergat rutens.
El 1648, l'ataman Bohdan Khmelnitski es va revoltar al seu torn contra Polònia i que hom coneix amb el nom de rebel·lió de Khmelnitski. El 16 de maig, aliat amb els tàtars de Crimea i amb els russos de Moscou, vencé els polonesos a Jovti Vodi i el 26 de maig a Kòrsun. Va ser el començament de la guerra d'alliberament que va sacsejar els fonaments i l'estabilitat de la unió lituano-polonesa. Aquest aixecament va comportar finalment la creació d'un territori cosac autònom anomenat "Ucraïna" ("El nostre país", en ucraïnès) a la conca del Dniepr, entre Polònia i Rússia. La Ucraïna de la riba esquerra fou integrada a Rússia en tant que Hetmanat cosac en resposta al Tractat de Pereiàslav el 1654 i la guerra russo-polonesa que vingué a continuació. Els cosacs van combatre contra Polònia, i posteriorment contra Rússia, per llur independència.
Al tombant del segle xviii, l'Hetmanat es trobava entre els països més ben alfabetitzats de tot Europa. Hi havia escoles a la majoria dels pobles, els cosacs ucraïnesos eren coneguts per ser persones molt ben educades. Els atamans Bohdan Khmelnitski, Petro Sahaidatxnnyi i Ivan Mazepa sabien parlar diverses llengües.

## Els repartiments, el domini rus i austríac
El 1708, l'ataman Ivan Mazepa feu reconèixer la independència per Carles XII de Suècia però el 1709, el tsar Pere I de Rússia vencé Ivan Mazepa i els suecs a Poltava. Els cosacs esdevingueren vassalls de Rússia, que els utilitzà en la seva expansió contra l'Imperi Otomà i Polònia. Quant al sud d'Ucraïna, estava sota el control de l'Imperi Otomà.
El 1772, quan es va produir el primer repartiment de Polònia, la Galítsia (Ucraïna de l'oest) va esdevenir austríaca. El 1793, en el moment del segon repartiment, Caterina la Gran, emperadriu de Rússia, suprimeix l'autonomia dels cosacs, i estén l'Imperi rus fins a la Mar Negra. Les tres quartes parts de l'actual Ucraïna foren, des de llavors, russes. Bucovina i Bessaràbia eren encara moldaves, mentre que el comtat de Maramureș, l'actual Rutènia transcarpàtica, era encara hongaresa.
Els intel·lectuals i escriptors ucraïnesos (sobretot Taràs Xevtxenko) es van inspirar en l'esperit nacionalista que movia els altres pobles d'Europa sotmesos a diversos imperis, i van decidir reanimar la llengua ucraïnesa i les tradicions culturals rutenes per tal de constituir un estat nació. Els russos en particular es mostraven virulents contra tota temptativa de revifar la llengua ucraïnesa, i fins i tot van arribar a prohibir-ne la utilització i estudi. La sort dels ucraïnesos era més positiva sota els austríacs o els moldaus. El 1892, Kíev comptava amb prop de mig milió d'habitants, però era una ciutat russificada, mentre que a Lviv (Lemberg) i Txernivtsí (Cernauti) prosperaren les associacions culturals ucraïneses.
Ucraïna va continuar estant compartida entre els imperis austríac i rus fins a la Revolució de febrer de 1917.

## La Ucraïna independent (1917-1920)

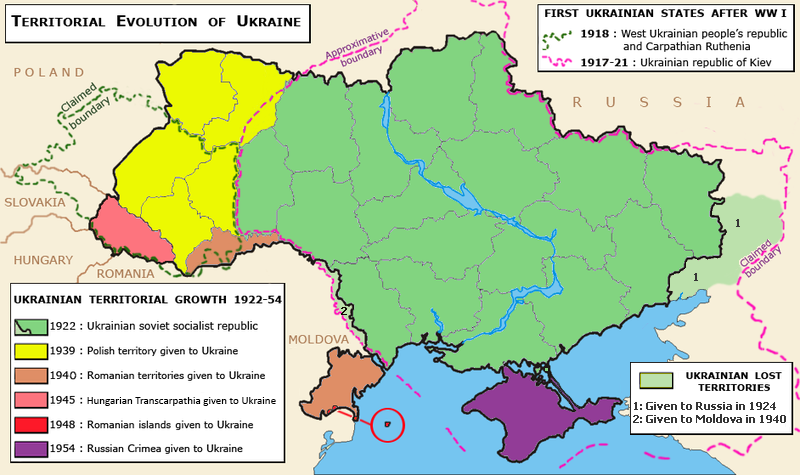
La formació territorial de la Ucraïna moderna.

Mentre que la Primera Guerra Mundial i la Revolució russa destruïen els imperis rus i austríac, els ucraïnesos van declarar llur independència. Van crear des del 17 de març de 1917 la Verkhovna Rada de la qual Mikhailo Hruixevski en va esdevenir president el 27 de març i allà hi va restar fins a l'abril de 1918. El 20 de novembre, la Rada Suprema Central proclamà la República Popular d'Ucraïna (UNR), reconeguda per França i la Gran Bretanya el gener 1918, i declarà la seva independència el 22 de gener de 1918. Tanmateix, l'ofensiva dels bolxevics obliga el govern a fugir de Kíev el febrer 1918.

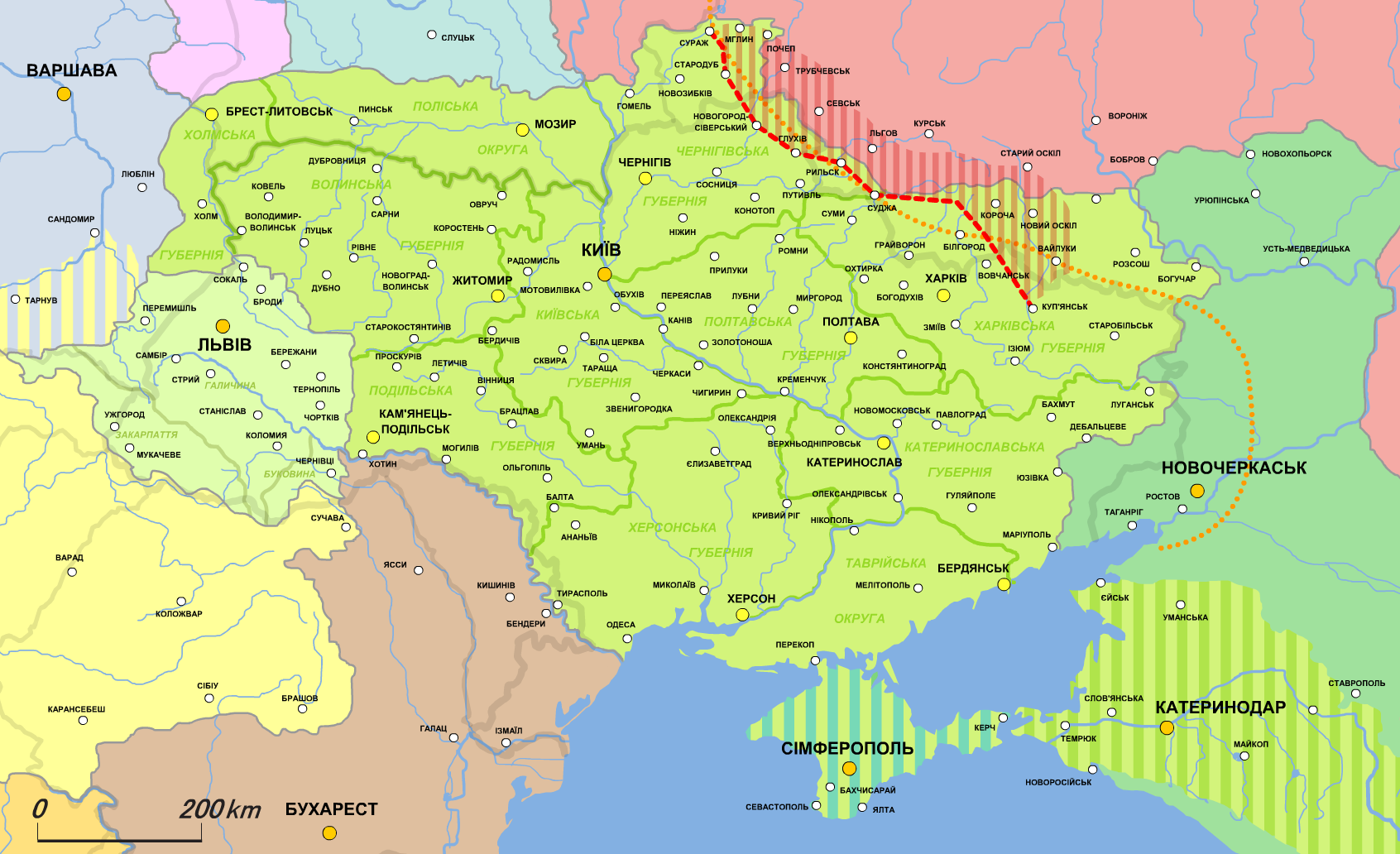
L'Estat Ucraïnès i els seus voltants l'any 1918

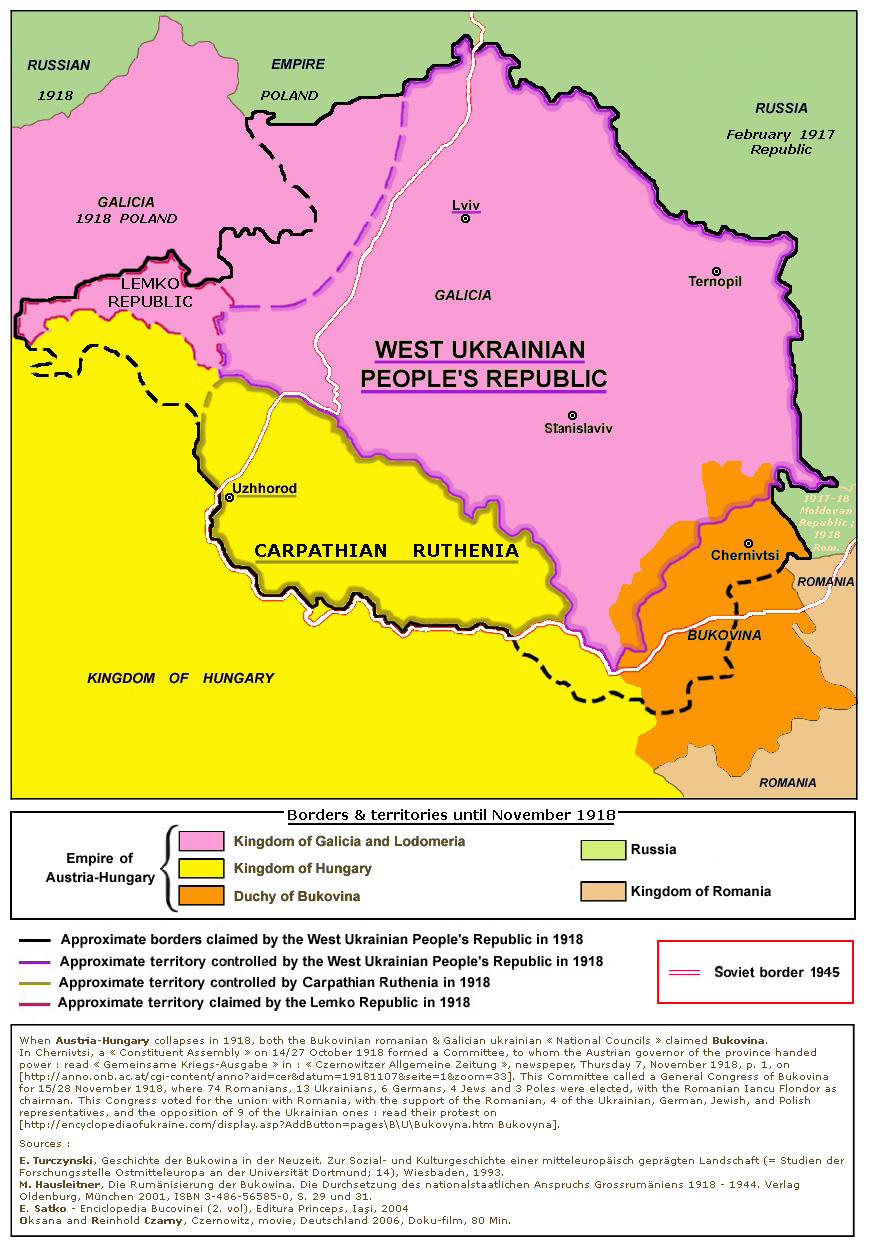
Mapa de les zones reclamades per la República Popular d'Ucraïna Occidental el 1918.

El març 1918, per l'armistici de Brest-Litovsk, Lenin lliura Ucraïna als ocupants alemanys, que permeten la tornada del govern a Kíev. Però tot seguit tindrà lloc un període de terribles disturbis: partides de guerrillers alemanyes, tropes russes desbandades, anarquistes de Nèstor Makhnò, diferents faccions ucraïneses (proaliades, proalemanyes o pro-bolxevics) s'enfrontaran i saquejaran ciutats i pobles. El 29 d'abril, Mikhailo Hruixevsky és elegit de nou president, però un cop d'estat conservador proclama Pavló Skoropadskyi ataman de l'Estat Ucraïnès. Aquest període d'Hetmanat serà breu, ja que durarà fins al novembre de 1918, data en la qual una insurrecció del Directori venç l'ataman el 18 de novembre prop de Motovylivka. Volodímir Vinnitxenko i després Símon Petliura seran llavors els presidents del Directori de la República Popular d'Ucraïna fins a l'octubre de 1920. A més, durant l'any 1919, Ucraïna va ser sacsejada per múltiples pogroms contra els jueus.
Al mateix temps i en resposta a la caiguda de l'Imperi Austrohongarès, es va proclamar la República Popular d'Ucraïna Occidental (ZUNR) el 9 de novembre a Lviv però el govern es va haver d'establir a Ternòpill després de l'ocupació de Lviv per les forces poloneses. El 22 de gener de 1919, UNR i ZUNR s'uneixen, però al mateix temps, els alemanys es retiren, i al seu lloc arriben les tropes russes blanques (dirigides pel general Anton Denikin, amb el suport dels exèrcits aliats franco-britànics), l'Exèrcit roig dels bolxevics, l'exèrcit ucraïnès de Símon Petliura i la "Makhnovsxina" anarquista. Es produeix de nou un enfrontament generalitzat.
Cap a la fi de 1919 i la primera meitat de 1920, els bolxevics acaben prevalent contra els altres bel·ligerants, i la part ex-russa d'Ucraïna, amb Kíev com a capital, és integrada a l'URSS creada en 1922, mentre que la part ex-austríaca, amb Lviv com a ciutat principal, és integrada a Polònia el 1921. La petita Ucraïna transcarpàtica, abans hongaresa i breument independent el novembre de 1918, va votar per la seva unió amb Txecoslovàquia i quant a la Bucovina, la seva minoria ucraïnesa va votar per la seva unió amb Romania. Aquestes dues regions van evitar així la «sovietització». La ZUNR va continuar existint a l'exili fins a 1923.

## El període soviètic
El 30 de desembre de 1922, naixia l'URSS a conseqüència del tractat que aplegava l'RSFSR, Belarús, Ucraïna i la Transcaucàsia. En el conflicte que va oposar els comunistes del centre (Moscou) i els partits comunistes nacionals, el centre en va sortir vencedor i va imposar una federació.
Quan Ióssif Stalin va llançar el primer pla quinquennal en 1928, Ucraïna es va convertir en una de les fonts indispensables del seu finançament. Els anys d'industrialització van ser marcats per la construcció de la més gran central hidroelèctrica d'Europa sobre el Dnièper (la DnieproGuES), la qual cosa va contribuir a l'electrificació de la república, així com una important revalorització de la gran conca minera i metal·lúrgica, el Donbàs.

La bandera nacional de l'RSS d'Ucraïna

Malgrat un breu període d'ucraïnització a finals dels anys 1920, que es va traduir en un retorn a la llengua d'origen en les publicacions, la reobertura de les escoles i les universitats amb un ensenyament en ucraïnès i la promoció dels quadres dirigents nacionals, Stalin no va mesurar, però, els seus esforços per reprimir el menor signe d'un despertar nacional ucraïnès, que era interpretat com un rebuig del poder estalinista i una amenaça a la integritat territorial de la Unió Soviètica.

Víctima de l'Holodomor a Khàrkiv en 1933.

El calvari dels ucraïnesos va començar en 1922 amb una primera fam que va seguir la Guerra Civil Russa i després va continuar amb la tristament cèlebre fam de 1933 (coneguda pels ucraïnesos com a Holodomor), provocada per les col·lectivitzacions de les terres i que va fer fins a vuit milions de morts. Va ser l'última gran fam d'Europa. El règim estalinista va cometre llavors innombrables detencions i assassinats, sobretot d'intel·lectuals ucraïnesos. Aquestes execucions i detencions foren orquestrades durant les Grans Purgues de 1937- 1938. Milers d'ucraïnesos foren executats o enviats a gulags.
Després de la invasió de Polònia el setembre 1939 per les tropes alemanyes i després pels soviètics, la Unió soviètica es va annexar les regions poloneses amb forta minoria ucraïnesa; les regions amb minoria ucraïnesa de Romania les van seguir el juny 1940. Tots aquests guanys territorials van ser incorporats a la República Socialista Soviètica d'Ucraïna el mes d'agost de 1940.
Ucraïna amplia així el seu territori, però el règim estalinista era tan repressiu, que quan l'Alemanya nazi envaeix l'URSS en 1941, certs ucraïnesos (essencialment a l'oest del país) van acollir la Wehrmacht com a exèrcit alliberador. El 22 de juny de 1941, l'organització dels nacionalistes ucraïnesos va proclamar la independència d'Ucraïna a Lviv, refusada per Alemanya, la qual comença la repressió contra l'organització, en la qual mata o deté els seus dirigents i es formà l'Exèrcit insurgent ucraïnès, una xarxa de resistència nacionalista per lluitar contra els ocupants. Un cert nombre d'ucraïnesos es van introduir sobretot en les forces de policia, el batalló Nachtigall i el Batalló Roland, l'Exèrcit d'alliberament ucraïnès, els Hiwis, i la 14a Divisió Waffen SS de Granaders.
El 1944, l'Exèrcit Roig allibera Ucraïna. Els ucraïnesos que havien servit els alemanys, i igualment els membres de l'UPA van ser, en la seva immensa majoria, el 1945, internats als gulags com a traïdors (la majoria d'ells van ser amnistiats i alliberats per Khrusxov després de la mort de Stalin). Al final de la guerra, les pèrdues ucraïneses ascendiren a 8 milions de persones dels quals 1.377 milions eren militars soviètics de nacionalitat ucraïnesa (15,9% de les pèrdues totals de l'exèrcit soviètic). El 1945, per subratllar el seu paper en la derrota dels nazis, l'ONU fa d'Ucraïna, al mateix temps que l'URSS i Belarús, un dels membres fundadors d'aquesta organització. L'URSS hi disposarà així de 3 vots en lloc d'un. A més a més, 4 ciutats ucraïneses: Odessa, Kertx, Sebastòpol i Kíev porten el títol honorífic de ciutat heroica (concedit a les ciutats de la Unió soviètica els habitants de les quals van combatre heroicament la Wehrmacht en el transcurs de la Segona Guerra mundial). L'Exèrcit insurgent ucraïnès (UPA) continuarà el seu combat contra l'Exèrcit Roig, fins a la seva destrucció el 1954.
El 1945, Stalin treu a Txecoslovàquia la Rutènia transcarpàtica abans hongaresa (fins a 1918) i la incorpora a la República Socialista Soviètica d'Ucraïna. Finalment, el 1954, el seu successor Nikita Khrusxov, que havia estat criat a Ucraïna, per marcar el tres-cents aniversari del tractat de Pereiàslav, va transferir Crimea a l'RSS d'Ucraïna, i així s'acaba la seva unitat territorial.
A partir de 1955, amb el relatiu període de liberalització començat sota Nikita Khrusxov, els comunistes ucraïnesos van començar a continuar objectius nacionals. En aquesta època del desglaç, als anys 1960, hi va haver un moviment dissident a Ucraïna, dut a terme per personalitats tals com Viatxeslav Txornovil, Vassil Stus i Levkò Lukiànenko. Com a les altres repúbliques membres de l'URSS, els moviments van ser ràpidament reprimits, els seus membres condemnats a penes de gulag i d'exili. Fou durant la perestroika de Mikhaïl Gorbatxov que aquests objectius van poder ser concretats. El Moviment Popular d'Ucraïna «Roukh», el primer partit polític independent ucraïnès, va ser així fundat en 1989.
En 1986, a la ciutat de Txernòbil, va tenir lloc una explosió en una central nuclear que va esdevenir la més important catàstrofe nuclear del segle, i que va contaminar no només Ucraïna, Belarús i Rússia, sinó també altres països d'Europa.
No fou fins al 1989 quan la liberalització del règim soviètic i l'alliberament de tots els presoners polítics va permetre als ucraïnesos organitzar-se per defensar els seus drets. En 1989, es va crear el Moviment Popular d'Ucraïna. Quan es van celebrar les eleccions de març de 1990, els partits ucraïnesos del bloc democràtic van obtenir llavors aproximadament un 25% dels escons del Parlament. Sota la influència dels diputats demòcrates, el Parlament va adoptar, el 16 de juliol de 1990, la Declaració sobre la sobirania política d'Ucraïna. Va ser el primer pas cap a la independència completa d'Ucraïna. Aquesta va ser proclamada el 24 d'agost de 1991 i confirmada pel referèndum organitzat l'1 de desembre de 1991: el 90,5% d'electors van votar per a la independència. La setmana següent, l'URSS va acabar d'existir en resposta a la dissolució decidida en el moment de la reunió a Minsk dels dirigents de Rússia, Ucraïna i Belarús.

## La Ucraïna independent (des de 1991)

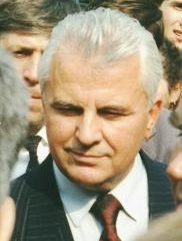
Leonid Kravtxuk en 1992

El 12 de desembre, Leonid Kravtxuk és elegit president de la República. Conflictes d'interès oposen llavors Ucraïna a Rússia sobretot sobre l'estatut de Crimea i sobre el control de la flota de la mar Negra.

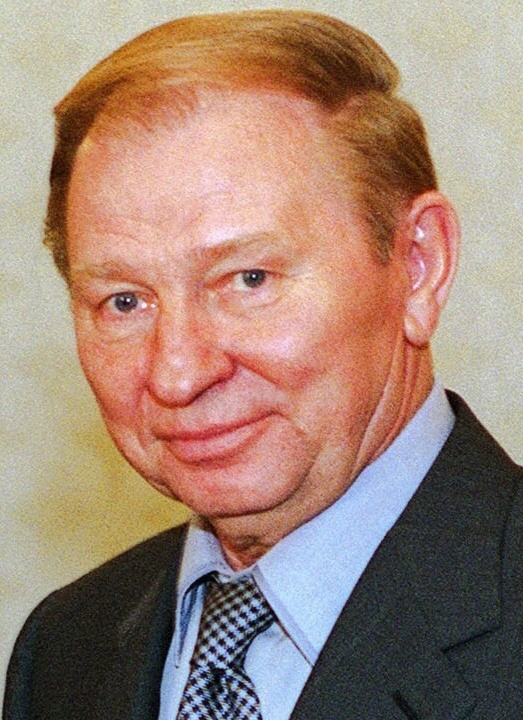
Leonid Kutxma

En 1994, Leonid Kutxma, antic Primer Ministre, és elegit per a la presidència de la República i serà elegit de nou en 1999. A partir d'aquest segon mandat, Kutxma serà cada vegada més discutit per diversos afers de corrupció, de segrestos de periodistes i altres pressions electorals i envers la premsa.
El seu mandat s'hauria hagut d'acabar el novembre del 2004 amb l'elecció presidencial però la Revolució taronja i l'anul·lació de la segona volta, el van perllongar fins al 23 de gener de 2005.

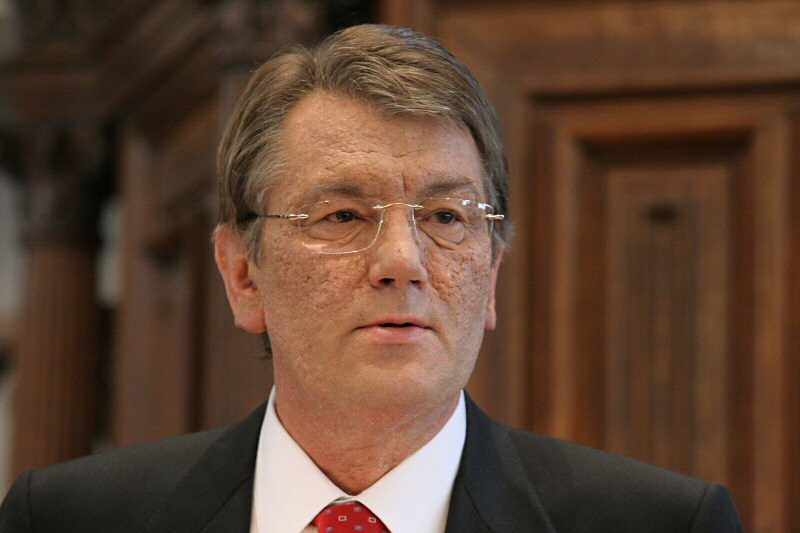
Víktor Iúsxenko amb cloracné per un enverinament amb dioxina de TCDD (2006).

El 23 de gener del 2005, Víktor Iúsxenko presta jurament davant el Parlament, i esdevé així oficialment el tercer president de la Ucraïna postsoviètica. El 24 de gener, Iúlia Timoixenko és anomenada Primera Ministra interinament.

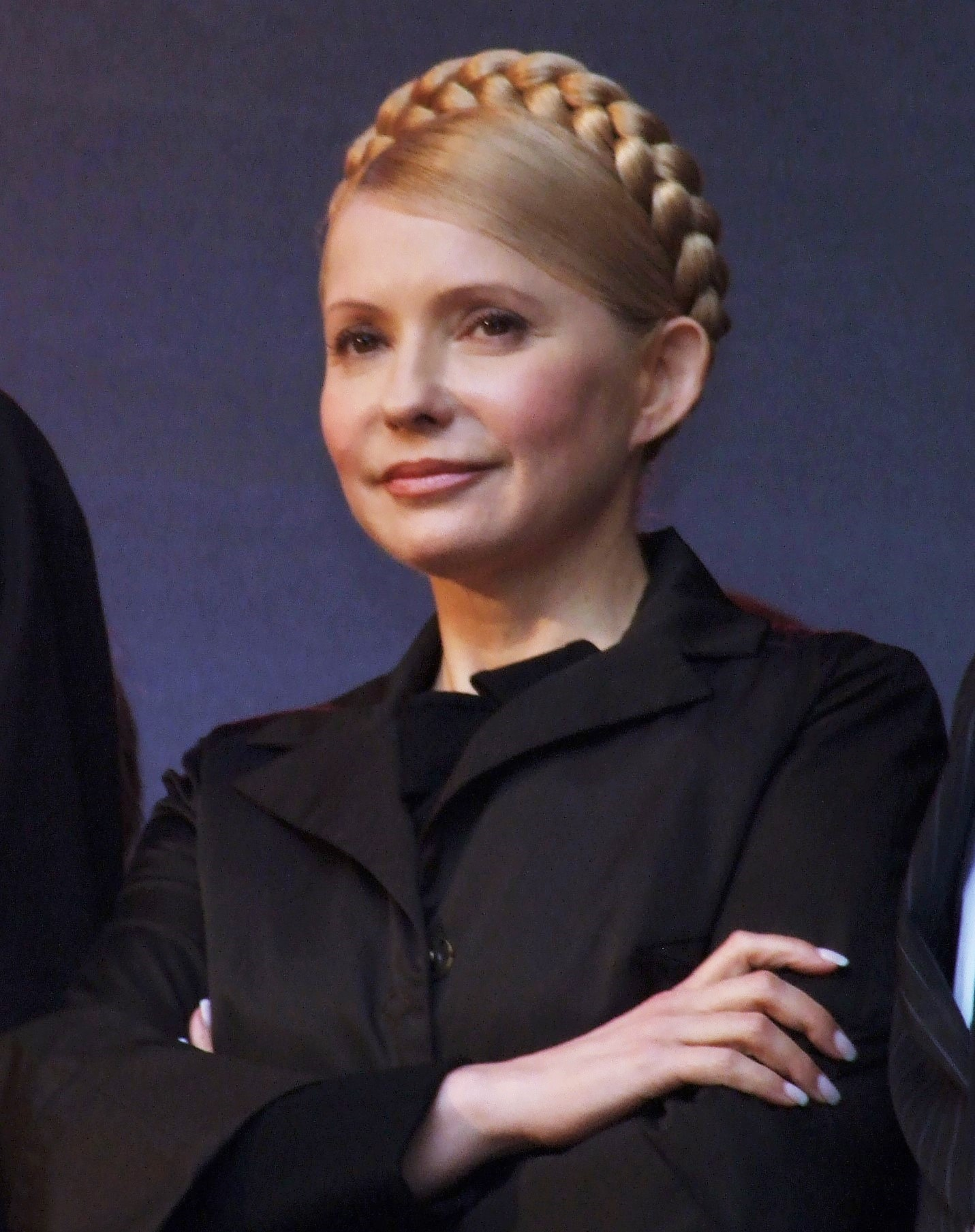
Iúlia Timoixenko (2010)

El 4 de gener, el govern ucraïnès arriba a un acord amb Rússia sobre el preu del gas natural. D'aleshores ençà, Ucraïna paga aproximadament dues vegades més car el seu gas (95 dòlars els 1 000 m³, contra 50 d'abans). Aquest acord irrita fortament el Parlament; es forma una coalició per votar una moció de censura contra el govern. El 10 de gener, la moció és aprovada per 250 vots a favor 50 en contra, sobre els 450 membres del parlament (la majoria necessària és de 226 vots). El govern es mantindrà en funcions fins a la investidura d'un nou Primer Ministre. Un fet que no es produirà fins després de les eleccions legislatives, previstes pel 26 de març.
Després de llargs mesos de negociacions per formar una majoria al parlament i un govern, Víktor Iúsxenko decideix anomenar Víktor Ianukòvitx Primer Ministre el 6 d'agost del 2006 (diverses hores després de la data límit constitucional per designar-ne un), validat pel Parlament el 4 d'agost.

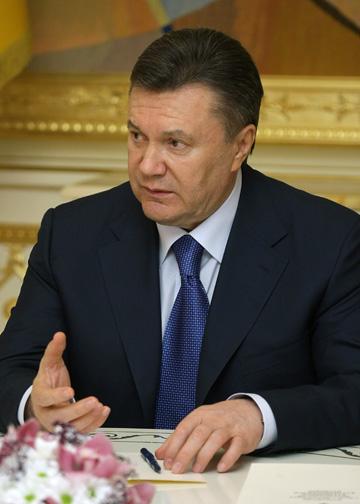
Víktor Ianukòvitx (2010)

Després de mesos de conflictes entre Iúsxenko i Ianukòvitx i de nombrosos diputats que es passen de l'oposició a la coalició majoritària (de manera inconstitucional, segons el president), Iúsxenko decreta la dissolució del parlament el 2 d'abril del 2007. La Rada Suprema va qualificar aquesta decisió d'anticonstitucional. Les eleccions legislatives parcials van ser fixades per al 30 de setembre del mateix any.
En 2010, Ianukòvitx, cap de l'oposició, guanya l'elecció presidencial. Pren possessió del càrrec de President d'Ucraïna el 25 de febrer del 2010.

## Esdeveniments recents
Des de finals de febrer de 2014, van tenir lloc manifestacions de grups pro-russos, ultranacionalistes, i en contra del govern a les principals ciutats de les regions de l'est i sud d'Ucraïna, arran del moviment Euromaidan i la 2014 revolució ucraïnesa. Durant la primera etapa dels disturbis, Crimea va ser annexada per la Federació de Rússia després d'una crisi a la regió, la intervenció militar russa i un referèndum criticat internacionalment. Les protestes a les províncies de Donetsk i Luhansk van desembocar en una insurrecció separatista armada. Això va portar al govern d'Ucraïna per llançar una contra-ofensiva militar contra els insurgents, que va resultar en la Guerra civil a l'est d'Ucraïna i a la Invasió russa d'Ucraïna del 2022.
El 2015 el govern prohibí diversos partits comunistes i va suspendre l'activitat de 10 partits polítics el mes de març de 2022.

## Mapes històrics d'Ucraïna

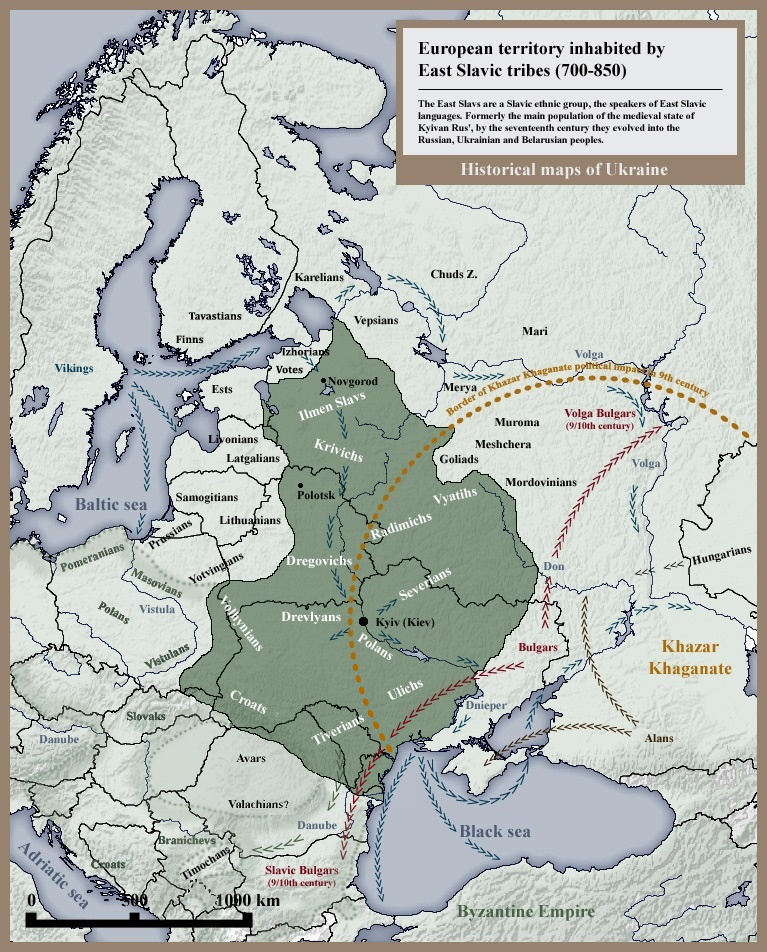
Període històric (segle viii).
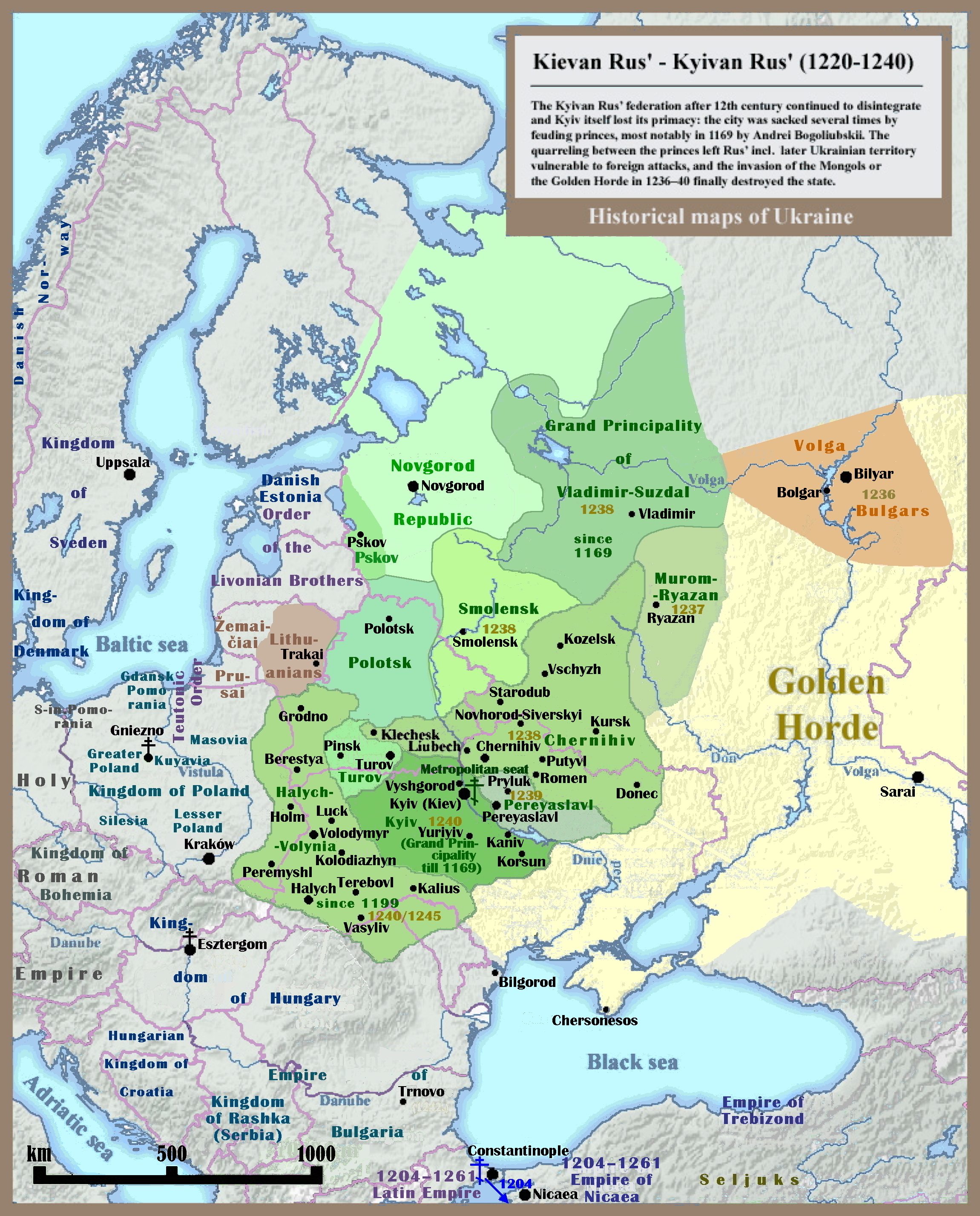
Període històric (1220-1240).
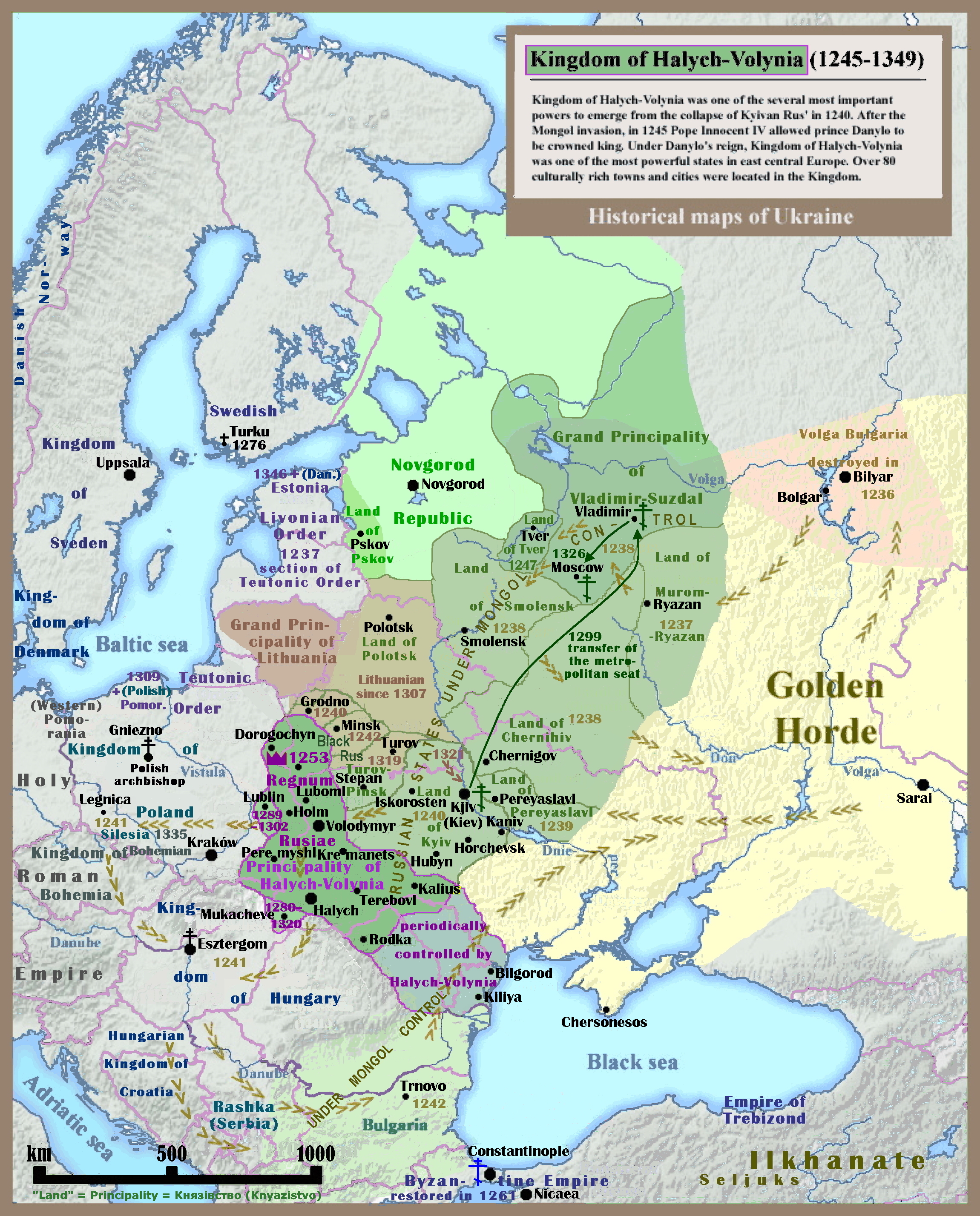
Període històric (1245-1349).
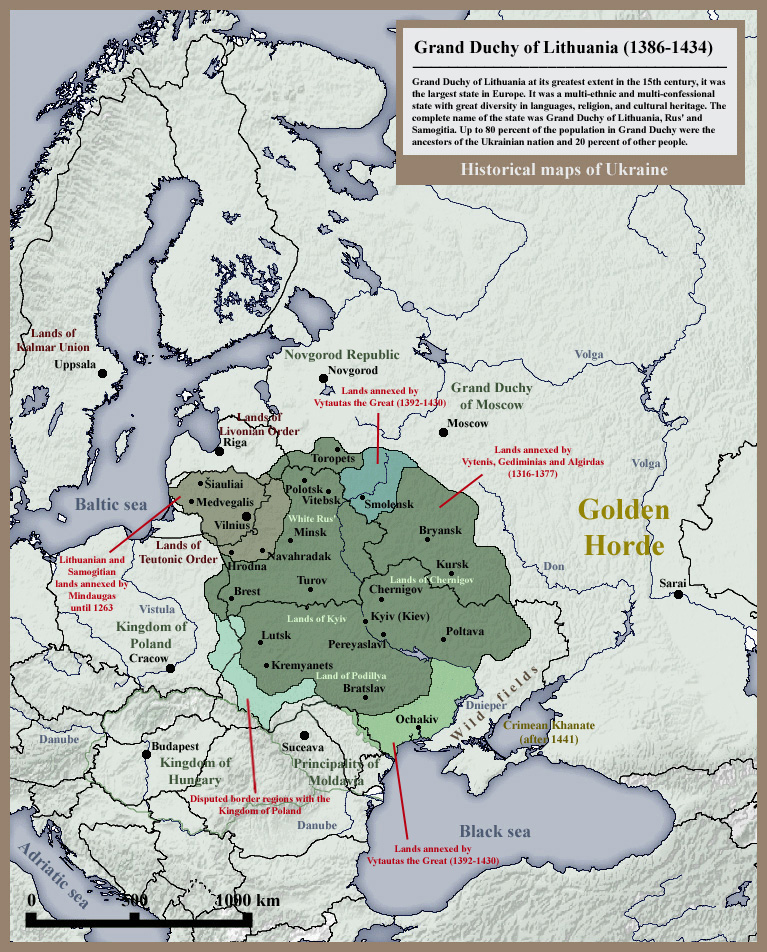
Període històric (1386-1434).
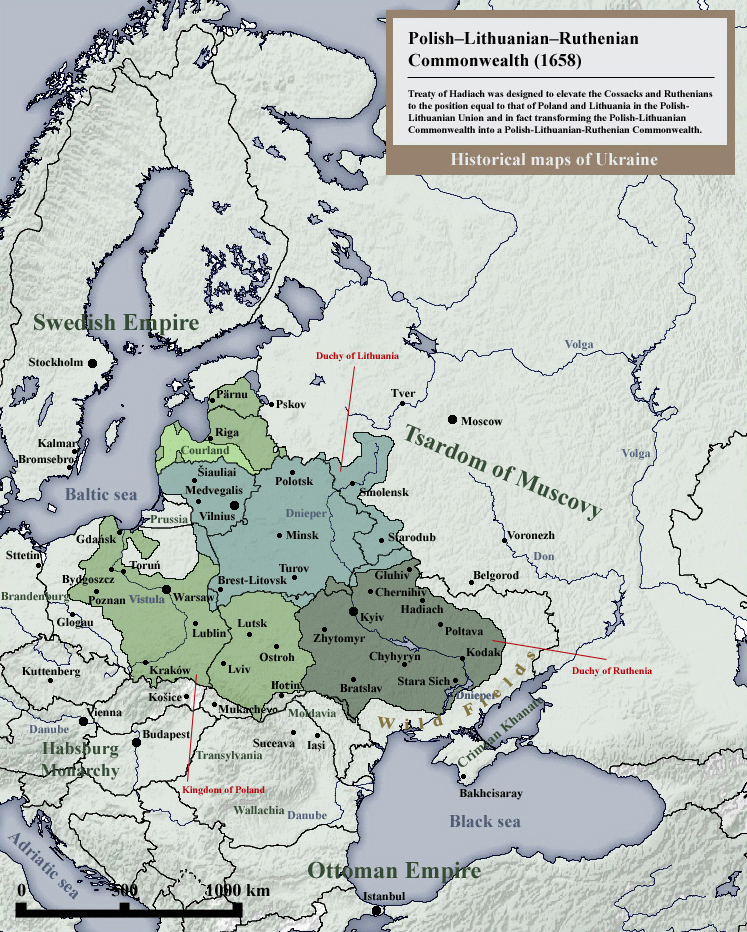
Període històric (1658).
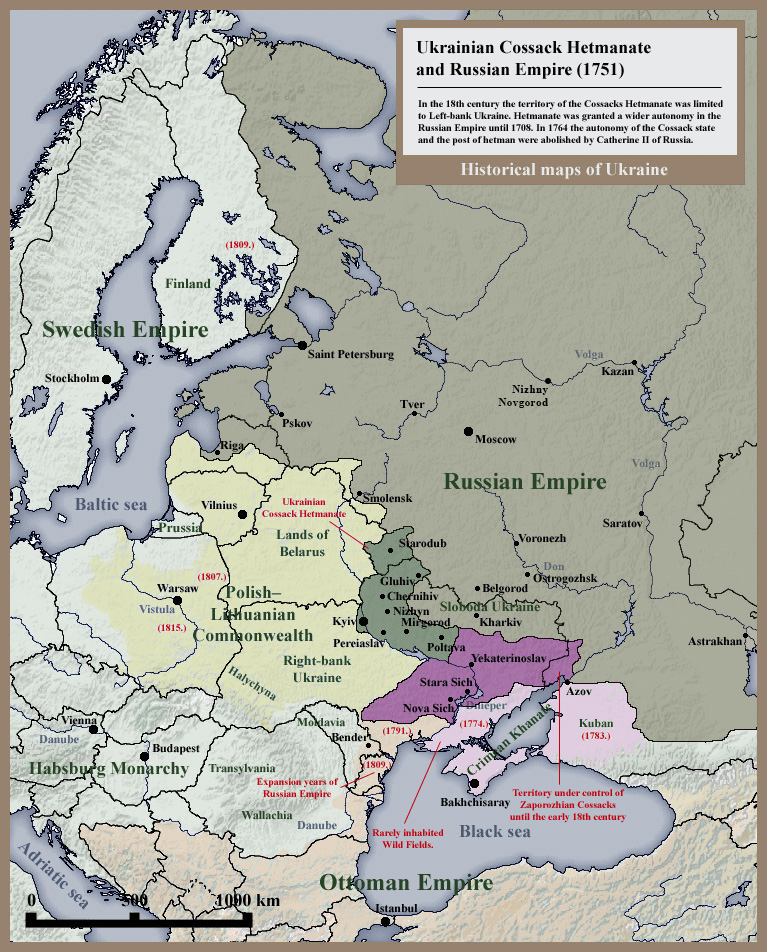
Període històric (1751).
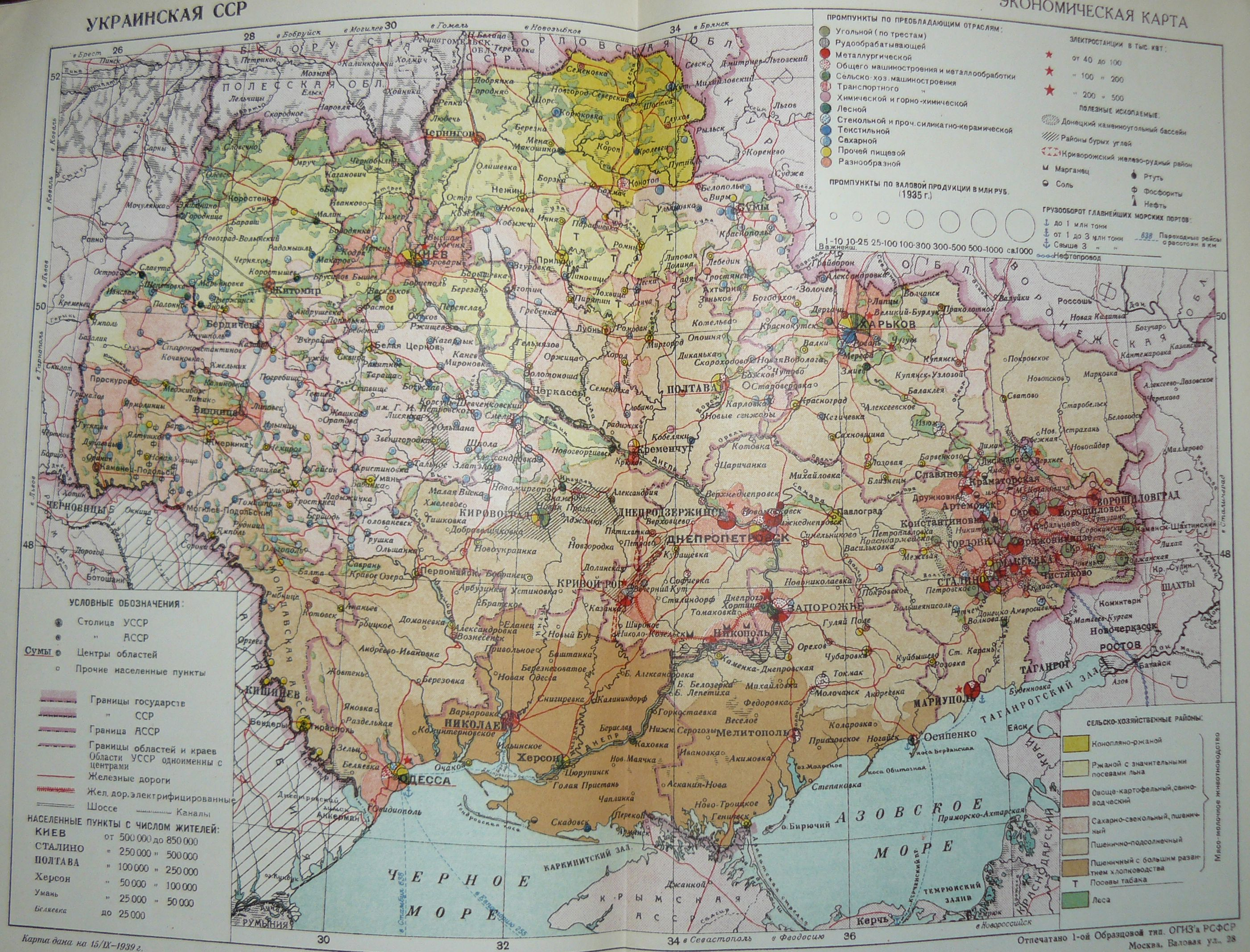
RSS d'Ucraïna el 1939.